# Yukon Flats National Wildlife Refuge
Das Yukon Flats National Wildlife Refuge ist mit 34.945 km² das drittgrößte Schutzgebiet im National Wildlife Refuge System der Vereinigten Staaten. Es liegt im östlichen Binnenland Alaskas am Mündungsgebiet des Porcupine River in den Yukon. Im Norden wird das Refuge von der Brookskette und im Süden von den White Mountains begrenzt. Im Nordosten schließt direkt das Arctic National Wildlife Refuge an.
Die Yukon Flats sind ein Feuchtgebiet in einem Becken auf Permafrostboden mit Seen, Flüssen und Mischwald mit Fichten, Birken und Espen, in dem subarktisches Kontinentalklima herrscht. Im Winter können bis zu −57 °C erreicht werden und im Sommer mit bis zu 38 °C die höchsten Temperaturen auf vergleichbaren Breiten Nordamerikas.

## Geschichte
Vor dem Eintreffen der ersten Europäer waren die Yukon Flats Jagd- und Fischereirevier athapaskischer Ureinwohner. Die großen Populationen von Pelztieren lockten im 19. Jahrhundert die ersten europäisch-stämmigen Jäger an den Yukon. Die Hudson’s Bay Company gründete 1847 in Fort Yukon innerhalb der Grenzen des späteren Schutzgebiets einen Handelsposten, musste sich jedoch 1867 nach dem Alaska Purchase auf kanadischen Boden zurückziehen und wurde von der Alaska Commercial Company abgelöst.

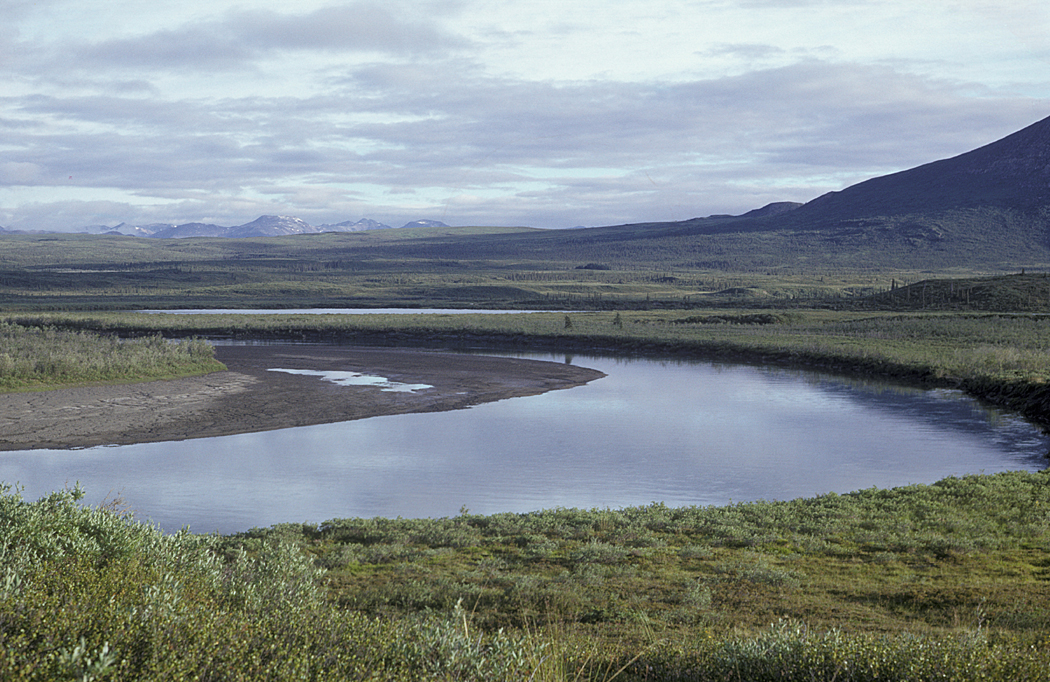
Der Sheenjek River im Nordosten des Refuges

1893 wurde am Birch Creek, einem Zufluss des Yukon aus den White Mountains, Gold gefunden. Circle, eine Siedlung südöstlich des späteren Wildlife Refuges, wuchs vorübergehend auf eine Einwohnerzahl von über 1000 an. In den 1920er Jahren war Fort Yukon das wichtigste Handelszentrum für Pelze in Alaska.
Ende der 1950er Jahre entstanden Pläne für den Bau einer Wasserkraftanlage, die die Yukon Flats vollständig unter Wasser gesetzt hätte. Der Widerstand von Umweltschutzorganisationen, Indigenenverbände und des United States Fish and Wildlife Services verhinderten das Projekt.
Am 1. Dezember 1978 wies US-Präsident Jimmy Carter die Yukon Flats, zusammen mit 16 anderen Schutzgebieten Alaskas, auf Basis des Antiquities Acts von 1906 als National Monument aus. Im Zuge des Alaska National Interest Lands Conservation Acts vom 2. Dezember 1980 wurden nach politischer Kritik die Gebietsgrenzen geändert und der Status auf den eines Wildlife Refuge heruntergestuft. Das Schutzgebiet wird von der Weltnaturschutzunion in der Kategorie IV (Biotop- und Artenschutzgebiet) geführt.

## Tierwelt
Das Schutzgebiet beherbergt die größte Entenpopulation Alaskas und eines der größten Wasservogelbrutgebiete Nordamerikas. Die meisten hier brütenden Vögel sind Zugvögel, 13 Arten wie die Hudsonmeise, der Bartkauz oder der Fichtenspecht bleiben jedoch ganzjährig in der Region.
Luchse, Bisamratten, Nerze und Marder bevölkern die Flussebenen. Grizzlybären, Wölfe und Elche sind im gesamten Schutzgebiet anzutreffen, während Schwarzbären das bewaldete Tiefland bevorzugen. Dall-Schafe leben in den Tundragebieten des Hochlands.